# 믿음 위에 서서
《믿음 위에 서서》는 대한민국의 방송국 기독교방송의 라디오 채널 CBS 표준FM에서 매주 일요일 오전 6시 30분 ~ 오전 7시까지 방송하는 라디오 프로그램이다. 동문교회 손세용 목사의 설교가 방송된다.
2015년 CBS 가을개편으로 낮 시간대에서 아침 시간대로 이동되었으며, 담당 설교 목사도 바뀌었다.

## 담당 목사
- 동문교회 손세용 목사

## 같이 보기
- CBS 표준FM

| CBS 표준FM               |                          |                          |
| 이전                     | 믿음 위에 서서 (일)      | 다음                     |
| 복음의 메아리 (일)       | 믿음 위에 서서 (일)      | 영락의 강단 (일)         |
| 오전 6시 ~ 오전 6시 30분 | 오전 6시 30분 ~ 오전 7시 | 오전 7시 ~ 오전 7시 30분 |
|                          |                          |                          |

| 부산CBS 표준FM           |                          |                          |
| 이전                     | 믿음 위에 서서 (일)      | 다음                     |
| 복음의 메아리 (일)       | 믿음 위에 서서 (일)      | 영락의 강단 (일)         |
| 오전 6시 ~ 오전 6시 30분 | 오전 6시 30분 ~ 오전 7시 | 오전 7시 ~ 오전 7시 30분 |
|                          |                          |                          |

| 경남CBS 표준FM           |                          |                          |
| 이전                     | 믿음 위에 서서 (일)      | 다음                     |
| 복음의 메아리 (일)       | 믿음 위에 서서 (일)      | 영락의 강단 (일)         |
| 오전 6시 ~ 오전 6시 30분 | 오전 6시 30분 ~ 오전 7시 | 오전 7시 ~ 오전 7시 30분 |
|                          |                          |                          |

| 대구CBS 표준FM           |                          |                          |
| 이전                     | 믿음 위에 서서 (일)      | 다음                     |
| 복음의 메아리 (일)       | 믿음 위에 서서 (일)      | 은혜의 숲 (일)           |
| 오전 6시 ~ 오전 6시 30분 | 오전 6시 30분 ~ 오전 7시 | 오전 7시 ~ 오전 7시 30분 |
|                          |                          |                          |